# Soledad (Kalifornia)
Soledad város az USA Kalifornia államában, Monterey megyében. Lakosainak száma 24 925 fő (2020. április 1.).

## Népesség
A település népességének változása:

| 2010 | 25 738 |
| 2020 | 24 925 |